# Иванов, Виталий Александрович
Виталий Александрович Иванов (4 сентября 1946 — 22 июня 2019) — советский, украинский и российский учёный, академик НАН Украины (2009; член-корреспондент с 2000), академик Российской академии наук (2016), доктор физико-математических наук, исполняющий обязанности директора Морского гидрофизического института (с 2000).

## Биография
Родился 4 сентября 1946 года в Моршанске Тамбовской области. С 1962 по 1966 учился в Туапсинском гидрометеорологическом техникуме, с 1968 по 1974 — в Азербайджанском госуниверситете, с 1974 по 1977 — в аспирантуре географического факультета Московского государственного университета им. М. В. Ломоносова. В 1977 защитил кандидатскую диссертацию. С 1978 работал в Морском гидрофизическом институте.

## Награды и звания
- Заслуженный деятель науки и техники Украины[1]
- Орден «За заслуги» III степени
- Орден «За заслуги» ІІ степени
- Лауреат государственной премии Украины в области науки и техники
- Премия имени В. И. Вернадского Президиума Национальной академии наук Украины
- Почётный знак «За заслуги перед городом-героем Севастополем»